# Кржечковская, Ангелина Агеевна
Ангели́на Аге́евна Кржечко́вская (15 марта 1926 — 20 марта 2014) — советская и российская актриса театра и кино. Народная артистка РСФСР (1981).

## Биография
С детских лет мечтала стать актрисой. В 1944 году поступила в Ленинградский театральный институт им. А. Н. Островского. В 1948 году по окончании института Ангелина была принята в труппу Ленинградского государственного академического театра драмы им. А. С. Пушкина. Затем работала в Кишинёвском русском драматическом театре, Хабаровском драматическом театре, Омском драматическом театре.
В 1960 году актриса получила приглашение в Ростовский драматический театр им. М. Горького. Это была судьбоносная глава в жизни Ангелины Агеевны. Именно в Ростовской драме она как актриса нашла свой дом, обрела успех, верой и правдой отдав более пятидесяти лет донскому зрителю. Кржечковская великолепный мастер перевоплощения, любая роль ей по силам, будь то аристократка (в роли Маши в спектакле «Три сестры», в роли миссис Туз в спектакле «Все в саду»), или простая сельская девушка (в роли Лушки в спектакле «Поднятая целина»). За долгие годы жизни в донской столице актриса стала родной, является гордостью ростовчан.
Ангелина Агеевна Кржечковская входит в плеяду великих актёров, в разное время работавших в Ростовском театре: Р. Я. Плятт, В. П. Марецкая, Н. Д. Мордвинов, П. Г. Лобода, В. З. Шатуновский, М. И. Бушнов, Н. Е. Сорокин.

### Личная жизнь
Была замужем за актёром РАТД им. М. Горького, театральным педагогом Г. М. Гуровским. От брака сын Р. Г. Кржечковский (род. в 1958).

## Творчество

### Спектакли и роли
Омский академический театр драмы
- А. Чехов «Три сестры» — Маша
- А. Штейн «Персональное дело» — Быкова В.В., инженер
- С. Алешин «Одна» — Варвара Нефедова
- А. Островский «Красавец мужчина» — Зоя Васильевна Окоёмова
- В. Минко «Не называя фамилий» — Поэма
- Ю. Чепурин «Весенний поток» — Катерина
- В. Вишневский «Оптимистическая трагедия» — Комиссар
- Л. Толстой «Власть тьмы» — Акулина
- Д. Мамин-Сибиряк «Золотопромышленники» — Анисья
- Г. Фигейредо «Лиса и виноград» — Клея
- Лопе де Вега «Валенсианская вдова» — Леонарда
- М. Горький «Егор Булычев и другие» — Глафира

Ростовский академический театр драмы имени Максима Горького
- У. Шекспир «Много шума из ничего» — Беатриче
- М. Шолохов «Поднятая целина» — Лушка
- Т. Уильямс «Орфей спускается в ад» — Леди Торренс
- Э. Олби «Все в саду» — миссис Туз
- Ф. Кук «Кредит у Нибелунгов» — Амелия Грубер
- В. Распутин «Последний срок» — Надя
- А. Николаи «Бабочка-бабочка» — Эдда
- М. Горький «Варвары» — Надежда Монахова
- П. Тур «Чрезвычайный посол» — Кольцова
- Д. Кобурн «Игра в джин» — Фонсия
- А. Галин «Ретро» — Песочинская
- Д. Патрик «Странная миссис Сэвидж» — миссис Сэвидж
- Р. Тома «Тайна дома Вернье» — Мать
- Н. Птушкина «Пока я жива» — Софья Ивановна
- Л. Ворон, И. Ворон «Семейный портрет с картиной» — бабушка Серафима

### Фильмография
- 2005 — Ростов-папа — женщина в адресном столе (История 8: Новый Дон Кихот)
- 2005 — Мифы моего детства
- 2005 — Атаман — пожилая донская казачка

## Признания и награды
- Заслуженная артистка РСФСР (1958)
- Народная артистка РСФСР (1981)
- Орден Дружбы народов (1986)
- Диплом в номинации «Симпатия зрителей» на Всероссийском театральном фестивале «Русская комедия», г. Ростов-на-Дону (2011)